# Neonella vinnula
Neonella vinnula là một loài nhện trong họ Salticidae.
Loài này thuộc chi Neonella. Neonella vinnula được Willis J. Gertsch miêu tả năm 1936.